# Renault Type Q
Der Renault Type Q war ein frühes Personenkraftwagenmodell von Renault. Das Modell wurde auch 10/16 CV genannt.

## Beschreibung
Dieses Modell war der Nachfolger des Renault Type N (c). Es erschien im Oktober 1903 auf dem Markt. Die nationale Zulassungsbehörde erteilte am 15. Oktober 1903 seine Zulassung. Nachfolger wurde der Renault Type U (a).
Ein wassergekühlter Zweizylindermotor mit 100 mm Bohrung und 120 mm Hub leistete aus 1885 cm³ Hubraum 10 bis 16 PS. Eine Quelle gibt davon abweichend 90 bis 100 mm Bohrung, 100 bis 120 mm Hub,  1272 bis 1885 cm³ Hubraum und 10 bis 16 PS Leistung an. Die Motorleistung wurde über eine Kardanwelle an die Hinterachse geleitet. Die Höchstgeschwindigkeit war je nach Übersetzung mit 34 km/h bis 50 km/h angegeben.
Bei einem Radstand von 220 cm war das Fahrzeug 330 cm lang und 150 cm breit. Das Fahrgestell wog 700 kg, das Komplettfahrzeug 950 kg. Zur Wahl standen Tonneau und Sonderaufbauten. Kellner Frères stellte mindestens einen Doppelphaeton her. 